# 안주탄광선
안주탄광선(安州炭鑛線)은 평의선에서 갈라져 나오는 지선으로, 문덕역과 화풍역을 연결하는 철도노선이다.

## 역사
- 1970년대 : 남동지선 부설
- 1978년 : 전철화
- 1987년 : 청남역 - 화풍역, 청남역 - 서시역 구간 부설

## 역 목록

### 본선
- 문덕역(文德驛)
- 성법역(聖法驛)
- 청남역(淸南驛)
- 립석탄광역(立石炭鑛驛)
- 태향역(汰香驛)
- 평남서호역(平南西湖驛)
- 서시역
- 화풍역(和豊驛)

### 남동지선
- 청남역(淸南驛)
- 삼천포역(三川浦驛)
- 남동역(南洞驛)